# Institutio religionis christianae

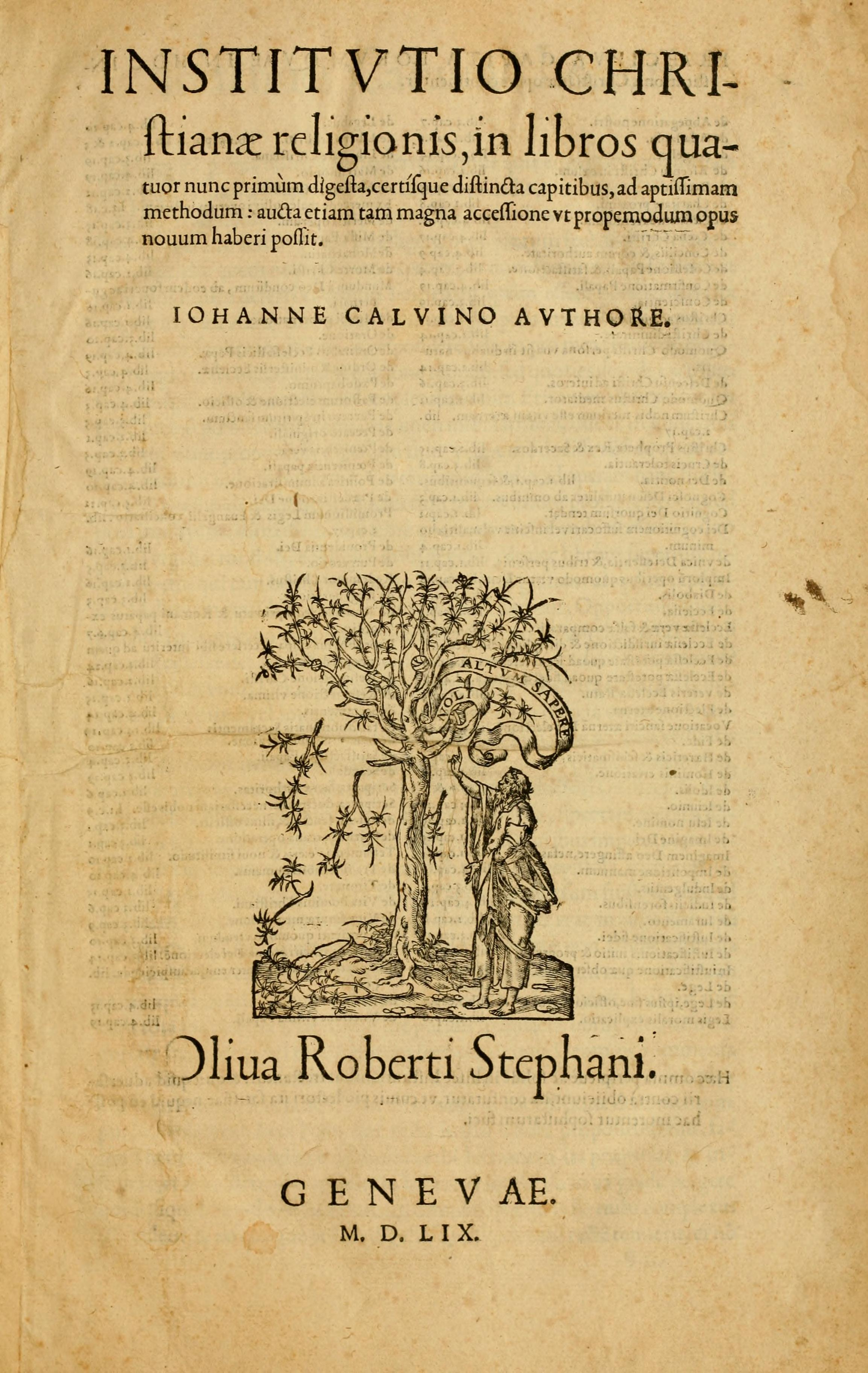
strona tytułowa wydania z 1559

Institutio religionis christianae lub Institutio Christianae religionis nunc uere demum suo titulo respondens (fr. L’Institution de la religion chrétienne, pol. Istota (Ustanowienie lub Nauka) religii chrześcijańskiej) – traktat teologiczny, napisany przez Jana Kalwina w 1536.
Jest to pierwsze w historii dzieło, przedstawiające w sposób kompletny i usystematyzowany teologię protestancką; stworzyło doktrynalne podstawy kalwinizmu.
Jest to również pierwsza książka w języku francuskim, która poziomem artystycznym i literackim dorównuje dziełom klasyków greckich i rzymskich. Jan Kalwin pisząc tę książkę, stworzył wzorzec dla rozwoju współczesnego literackiego języka francuskiego.

## Historia powstania dzieła
Arcydzieło Kalwina powstało szybko i było w pełni ukształtowane, bez widocznego procesu stopniowego dopracowywania. Usunęło ono w cień wcześniejsze podręczniki teologii protestanckiej: Melanchtona Loci Communes, a także komentarz o prawdziwej i fałszywej religii Zwingliego Kommentar über die wahre und die falsche Religion. Kalwin wielokrotnie uzupełniał i poprawiał to dzieło, jednak jego zasadnicza treść pozostała niezmienna – w kolejnych wersjach dzieła nigdy nie zmienił swoich zasadniczych tez.
Dzieło to poprzedza obszerna dedykacja do króla Francji Franciszka I, w której autor broni prześladowanych francuskich protestantów (hugenotów). Kalwin kilkakrotnie poprawiał i rozszerzał łacińskie wydania swego dzieła – (w latach 1539, 1543, 1550), a ostatnie wydanie, znacznie poszerzone i poprawione, o objętości blisko pięciokrotnie większej od pierwotnej edycji, ukazało się w 1559 roku. W 1541 roku dzieło to ukazało się w języku francuskim. Autorem tej edycji był sam Kalwin, który także nadzorował wydanie trzech dalszych francuskich edycji. Warto zaznaczyć, że francuskie wydanie Institutio religionis christianae wywarło wielki wpływ na ukształtowanie się współczesnego języka francuskiego, podobnie jak Biblia króla Jakuba na współczesny język angielski.

## Polskie tłumaczenia
Pierwsza część Instytucji na bazie wydania łacińskiego z 1563 roku pt. „O zwierzchności świeckiej, porządne, według sznuru Pisma Świętego opisanie. Zaraz o pożytkach i powinnościach urzędu jej. Z łacinskiego wiernie przetłumaczone” (XX rozdział IV Księgi) ukazała się w 1599 roku i była dedykowana Andrzejowi Szafrańcowi z Pieskowej Skały. Ani miejsce wydania ani tłumacz nie są znani – prof. Wojciech Kriegseisen wskazuje na Grzegorza z Żarnowca (1528–1621) jako potencjalnego tłumacza.
W 1626 roku w Lubczu ukazało się tłumaczenie Piotra Siestrzencewicza ostatniej części IV księgo pt. „Nauka o sakramenciech świętych Nowego testamentu. Wzięta z czwartych ksiąg Instytucji nabożeństwa krześcijańskiego Jana Kalwina, y na polskie wiernie przetłumaczone” i dedykowane księciu Januszowi Radziwiłłowi. Przekład ten jest niezwykle rzadki i do dziś zachowały się zaledwie trzy egzemplarze.
Po II wojnie światowej zaczęły się ukazywać sporadycznie przekłady fragmentów niektórych jego dzieł i listów, jednak do tej pory nie wydano ani jednego kompletnego dzieła czy komentarza Kalwina w języku polskim.
W 2009 roku Wydawnictwo Naukowe Semper wydało ponownie „O Zwierzchności świeckiej” z opracowaniem i wstępem prof. Wojciecha Kriegseisena.
W 2017 roku, w książce Rafała Marcina Leszczyńskiego pt. Jan Kalwin. Studia nad myślą Reformatora, w aneksie, s. 183–219 + 220–222 ukazał się przekład Rafała Leszczyńskiego sr ks. 4, r. 19. Wyd. Jednota, ISBN 978-83-929269-3-1.
W 2020 roku Towarzystwo Upowszechniania Myśli Reformowanej „HORN” wydało pierwszą, a w grudniu 2021 roku drugą księgę, w planach jest wydanie pozostałych dwóch. W pracach nad tłumaczeniem wzięli udział: dr Janusz Kucharczyk, dr Rafał Leszczyński (częściowo), Przemysław Gola (częściowo – „List do Króla”) Piotr Wietrzykowski oraz Alina Lotz (różnice w stosunku do wersji francuskiej).
W 2022 roku Wydawnictwo MW wydało pierwszą oraz drugą księgę, które ukazały się w jednym tomie, pod polskim tytułem Podstaw religii chrześcijańskiej. Przetłumaczono francuskie wydanie dzieła Kalwina z roku 1562. Tłumaczenia podjął się Michał Mroziński. W roku 2024 ukazała się trzecia księga. Trwają pracę nad wydaniem ostatniej czwartej księgi.

## Treść dzieła
Ostatnie wydanie tego dzieła z 1559 roku liczy 80 rozdziałów w 4 księgach. Książka przedstawia podstawowe doktryny ówczesnego kalwinizmu:
- jedynym źródłem chrześcijaństwa jest Biblia; tzw. „tradycja” jest tylko ludzkim „wymysłem” i nie ma znaczenia;
- istnieje przepaść między absolutną wszechmocą Boga i nędzą człowieka, napiętnowanego przez grzech pierworodny;
- grzeszna i zepsuta natura człowieka ograniczyła jego wolną wolę;
- zbawienie człowieka zależy wyłącznie od łaski bożej, która z nieznanych ludziom przyczyn, przedwiecznym wyrokiem jednych ludzi przeznaczyła do zbawienia, a innych skazała na potępienie (predestynacja);
- pośrednikiem między Bogiem i ludźmi i jedynym zbawicielem jest Jezus Chrystus. Tylko ze słów Jezusa (jako jednocześnie Boga i człowieka) możemy poznać prawdziwego Boga Ojca;
- człowiek nie może zjednać sobie łaski bożej za pomocą sakramentów, dobrych uczynków (które są jedynie oznaką wybrania przez Boga), wstawiennictwa Matki Bożej (która była tylko człowiekiem) lub świętych (ponieważ żaden człowiek nie może stwierdzić, kto jest prawdziwym świętym – to wiadome jest tylko Bogu);
- człowiek powinien udowodnić (sobie i innym) dobrym i uczciwym życiem chrześcijańskim, że nie należy do grona potępionych;
- w eucharystii nie ma transsubstancjacji (chleb i wino pozostają zwykłymi pokarmami); eucharystia to tylko duchowa obecność Chrystusa;
- instytucja papiestwa, duchowieństwa i hierarchicznego Kościoła to instytucje ludzkie, a nie boskie; za pomocą „blichtru”, „pustych ceremonii” i „zbędnych rytuałów” odciągają ludzi od „prawdziwego kultu”, należnego Bogu;
- „zbytek i przepych” w kościołach są „obrazą Boga”; myśli wiernych powinny dążyć ku Bogu, a nie „rozpraszać się” na kontemplowaniu ozdób, figur i obrazów.